# News of the World Tour
De News of the World Tour is de zesde tournee van de Engelse rockgroep Queen ter promotie van het album News of the World.
Voor het eerst werden We Will Rock You, We Are the Champions en Love of My Life live gespeeld, drie van de bekende nummers die Queen hielpen om hun concerten bekend te maken. Ook werd voor het eerst een nummer gespeeld waarin Freddie Mercury geen leadvocalen zong (I'm in Love with My Car), maar drummer Roger Taylor. Het was ook de eerste keer dat de band zonder voorprogramma toerde.
In het boek The Show I'll Never Forget: 50 Writers Relive Their Most Memorable Concertgoing Experience, schreef Tracy Chevalier over een van de concerten van deze tournee toen hij 15 jaar oud was:
"The band wisely didn’t dare attempt to reproduce in its entirety the long, baroque confection that is Bohemian Rhapsody. For the infamous operatic middle section, the band members left the stage as the studio recording played. Freddie and Brian then changed costume, and, at the word “Beelzebub”, all four men popped out of a door in the stage floor and joined live again for the heavy metal section, fireworks going off, dry ice pouring out, everyone going berserk, me in tears of excitement. It was one of the best live moments I’ve ever witnessed. Indeed, I was spoiled by seeing Queen play live before anyone else; for sheer exuberant theatricality, no one else has come close."
Robert Hilburn van de Los Angeles Times noemde deze tournee een van de "meest spectaculaire show tot nu toe".
Een van de shows in de Noord-Amerikaanse tournee in de Houston Summit was gefilmd en wordt veel verhandeld tussen fans. In deze show speelde de band niet "Spread Your Wings" en was een van de weinige shows waarin gitarist Brian May zijn gitaarsolo overging in "Now I'm Here" in plaats van "The Prophet's Song (Reprise)".

## Tracklijst

### New London Theatre 1977
1. We Are the Champions (video)
2. We Are the Champions
3. Tie Your Mother Down
4. Keep Yourself Alive
5. Somebody to Love
6. White Man
7. Liar
8. Brighton Rock
9. Now I'm Here
10. Bohemian Rhapsody (eerste gedeelte)
11. See What a Fool I've Been
12. Bohemian Rhapsody (opera- en hardrockgedeelte)

### Noord-Amerika
1. We Will Rock You (langzaam/snel)
2. Brighton Rock
3. Somebody to Love
4. It's Late
5. Death on Two Legs
6. Killer Queen
7. Good Old-Fashioned Lover Boy
8. I'm in Love with My Car
9. Get Down, Make Love
10. The Millionaire Waltz
11. You're My Best Friend
12. Liar
13. Love of My Life
14. '39
15. My Melancholy Blues
16. White Man
17. Gitaarsolo door Brian May
18. Now I'm Here
19. Stone Cold Crazy
20. Keep Yourself Alive
21. Bohemian Rhapsody
22. Tie Your Mother Down

Toegift:
1. We Will Rock You
2. We Are the Champions
3. Sheer Heart Attack
4. Jailhouse rock
5. God Save the Queen (tape)

### Europa
1. We Will Rock You (langzaam/snel)
2. Brighton Rock
3. Somebody to Love
4. White Queen (As It Began) (alleen in Londen)
5. Death on Two Legs
6. Killer Queen
7. Good Old-Fashioned Lover Boy
8. I'm in Love with My Car
9. Get Down, Make Love
10. The Millionaire Waltz
11. You're My Best Friend
12. Spread Your Wings
13. Liar
14. Now I'm Here
15. Love of My Life
16. '39
17. My Melancholy Blues
18. White Man
19. Instrumentaal inferno
20. The Prophet's Song
21. Stone Cold Crazy
22. Bohemian Rhapsody
23. Keep Yourself Alive
24. Tie Your Mother Down
25. Sheer Heart Attack
26. Jailhouse Rock
27. We Will Rock You
28. We Are the Champions
29. God Save the Queen (tape)

## Tourdata

### Speciaal optreden
- 6 oktober 1977 - Londen, Engeland - New London Theatre

### Noord-Amerika
- 11 november 1977 - Portland, Maine, Verenigde Staten - Cumberland County Civic Center
- 12 november 1977 - Boston, Massachusetts, Verenigde Staten - Boston Garden
- 13 november 1977 - Springfield, Massachusetts, Verenigde Staten - Springfield Civic Center
- 15 november 1977 - Providence, Rhode Island, Verenigde Staten - Civic Centre
- 16 november 1977 - New Haven, Connecticut, Verenigde Staten - Memorial Coliseum
- 18 en 19 november 1977 - Detroit, Michigan, Verenigde Staten - Cobo Hall
- 21 november 1977 - Toronto, Canada - Maple Leaf Gardens
- 23 en 24 november 1977 - Philadelphia, Pennsylvania, Verenigde Staten - The Spectrum
- 25 november 1977 - Norfolk, Virginia, Verenigde Staten - Norfolk Scope
- 27 november 1977 - Cleveland, Ohio, Verenigde Staten - Richfield Coliseum
- 29 november 1977 - Washington D.C., District of Columbia, Verenigde Staten - Capital Centre
- 1 en 2 december 1977 - New York, New York, Verenigde Staten - Madison Square Garden
- 4 december 1977 - Dayton, Ohio, Verenigde Staten - University of Dayton Arena
- 5 december 1977 - Chicago, Illinois, Verenigde Staten - Chicago Stadium
- 8 december 1977 - Atlanta, Georgia, Verenigde Staten - Omni Coliseum
- 10 december 1977 - Fort Worth, Texas, Verenigde Staten - Fort Worth Convention Center
- 11 december 1977 - Houston, Texas, Verenigde Staten - The Summit
- 15 december 1977 - Las Vegas, Nevada, Verenigde Staten - Aladdin Hotel
- 16 december 1977 - San Diego, Californië, Verenigde Staten - Sports Arena
- 17 december 1977 - Oakland, Californië, Verenigde Staten - County Coliseum
- 20 en 21 december 1977 - Long Beach, Californië, Verenigde Staten - Long Beach Arena
- 22 december 1977 - Inglewood, Californië, Verenigde Staten - The Forum

### Europa
- 12 april 1978 - Stockholm, Zweden - Ice Stadium
- 13 april 1978 - Kopenhagen, Denemarken - Falkoner Theatre
- 14 april 1978 - Hamburg, Duitsland - Ernst-Merck Halle
- 16 en 17 april 1978 - Brussel, België - Vorst Nationaal
- 19 en 20 april 1978 - Rotterdam, Nederland - Ahoy
- 21 april 1978 - Brussel, België - Vorst Nationaal
- 23 en 24 april 1978 - Parijs, Frankrijk - Pavillon de Paris
- 26 april 1978 - Dortmund, Duitsland - Westfalenhallen
- 28 april 1978 - Berlijn, Duitsland - Deutschlandhalle
- 30 april 1978 - Zürich, Zwitserland - Hallenstadion
- 2 mei 1978 - Wenen, Oostenrijk - Stadthalle
- 3 mei 1978 - München, Duitsland - Olympiahalle
- 4 mei 1978 - Leipzig, Duitsland - Haus Auensee
- 6 en 7 mei 1978 - Stafford, Engeland - Bingley Hall
- 11, 12 en 3 mei 1978 - Londen, Engeland - Empire Pool